# 密云镇
密云镇是中国北京市密云区下辖的一个镇，位于区境南部。

## 行政区划
密云镇下37个社区居委会、10个村委会：兴云、西大桥、果园西里南区、果园西里北区、果园南区、果园北区、果园新里、新北路、康居、康居南区、长安、宾河里、白檀、白檀南区、鼓楼、鼓楼南区、车站路、车站路南区、沙河、北源里、宾阳里、宾阳西里、宾阳北里、宾阳一、宾阳二、宾阳三、花园东区、花园西区、花园中区、东菜园、南菜园、石桥、行宫、行宫南区、沿湖北区；白檀、滨阳、南菜园、季庄、大唐庄、小唐庄、王家楼、李各庄、西户部庄。
在鼓楼街道和果园街道从密云镇分出去后，截止2016年7月31日，密云镇下辖3个社区居委会、10个村委会：小唐庄社区、李各庄社区、大唐庄社区、季庄村委会、大唐庄村委会、小唐庄村委会、王家楼村委会、西户部庄村委会、李各庄村委会、长安村委会、白檀村委会、宾阳村委会、南菜园村委会。

## 自然情况
密云镇座落在潮河和白河汇流的三角地带，是平承铁路上的一个重要县城。城东南临潮河，西滨白河，北靠宝塔山（即冶山塔），山河环抱，为其天然屏障。解放前，城墙周长约6公里，墙高约10米，宽3米多，由新旧两城毗连而成。城北之营房（即现在的檀营）、沙河、车站、宝塔山等。